# Amiga CD32
Amiga CD32 är den första 32-bitars spelkonsolen med CD-ROM och släpptes i september 1993. Amiga CD32 är baserad på AGA-chipset, samma chipset som sitter i Amiga 1200 och Amiga 4000. Men till skillnad från dessa saknar konsolen tangentbord och diskettstation.
Som officiellt tillval finns en MPEG-modul som monteras i bakstycket på konsolen. Med denna modul installerad går det att se film på Video cd.
Processorn 68EC020 har 24-bit (16 MB) adressbus istället för 32-bit som 68020 har. Samt ingen möjlighet till extern MMU eller FPU.

### Fotnoter
1. ↑  ”Amiga CD32” (på engelska). Amiga History. Arkiverad från originalet den 8 januari 2017. https://web.archive.org/web/20170108073517/http://www.amigahistory.plus.com/cd32.html. Läst 24 maj 2017.